# Jone Romano
Jone Romano (nacida Jone Borgheri; Pistoya, 7 de febrero de 1898-Roma, 1 de agosto de 1979) fue una actriz italiana que apareció en el teatro y la pantalla. 

## Biografía

### Carrera
Su carrera como actriz fue relativamente corta. En 1938 inició su corta carrera en el cine, trabajarando en los siguientes doce años solo en trece películas y siempre en partes secundarias, antes de abandonar todas las actividades del espectáculo y retirarse en 1950.

### Vida personal
Romano estaba casada con el actor Carlo Romano. Antes de su matrimonio con Romano, quedó viuda de su primer marido, William James Ward, comandante del Cuerpo de Marines de los Estados Unidos durante la Primera Guerra Mundial. De este matrimonio nació un hijo, Aleardo Ward, que se convirtió en actor; Romano tenía solo 17 años cuando dio a luz a Aleardo. Aleardo a su vez se convertiría en el padre de los actores y dobladores Andrea, Monica y Luca.

## Filmografía
- Il suo destino (1938)
- La voce senza volto (1939)
- Follie del secolo (1939)
- Il socio invisibile (1939)
- Papà per una notte (1939)
- Il ponte dei sospiri (1940)
- Il capitano degli ussari (1940)
- Il re si diverte (1941)
- Musica proibita (1942)
- La moglie in castigo (1943)
- Los miserables (1948)
- Los últimos días de Pompeya (1950)